# Mary Randolph
Mary Randolph (9 août 1762 - 23 janvier 1828) est une autrice américaine connue pour avoir écrit The Virginia House-Wife; Ou, Methodical Cook (1824), un des livres de cuisine et d'entretien ménager les plus influents du XIXe siècle. Elle est la première personne connue à être enterrée dans ce qui allait devenir le cimetière national d'Arlington.

## Enfance et éducation
Mary Randolph naît le 9 août 1762 sur la plantation d'Ampthill dans le comté de Chesterfield. Ses parents sont Thomas Mann Randolph Sr. (1741–1794) et Anne Cary Randolph (1745–1789). La famille Randolph élargie est l'une des familles les plus riches et les plus importantes de la Virginie du XVIIIe siècle.
Son père devient orphelin à un jeune âge et est élevé par les parents de Thomas Jefferson, ses cousins éloignés. Son père a également servi dans la Chambre des Bourgeois de Virginie, les conventions révolutionnaires de 1775 et 1776 et la législature de l'État de Virginie. Anne Cary Randolph est la fille d'Archibald Cary, un important propriétaire de plantations de Virginie. La grand-mère d'Anne, Jane Bolling Randolph, écrit un livre de cuisine en 1743 et le transmet à sa fille, Jane Randolph Walke. Anne Cary Randolph est également une descendante de Pocahontas et de John Rolfe par sa mère Mary (petite-fille de John Bolling et arrière-petite-fille de Jane Rolfe).
Mary Randolph est l'aînée des 13 enfants de Thomas et Anne. Son frère Thomas Mann Randolph Jr. épouse Martha Jefferson et devient membre du Congrès et gouverneur de Virginie. Sa sœur Virginia Randolph Cary est essayiste et une autre, Harriet, épouse Richard Shippey Hackley qui est devient consul américain à Cadix. Elle est probablement la source des recettes espagnoles du livre de cuisine de Randolph. Ann Cary "Nancy" Randolph est l'épouse de Gouverneur Morris.. Elle est impliquée dans un scandale touchant son beau-frère et cousin éloigné, Richard Randolph de Bizarre, dans lequel il est tenu responsable du « meurtre criminel d'un enfant qui serait né de Nancy [Ann] Randolph ».
Randolph grandit sur la plantation de Tuckahoe dans le comté de Goochland. Les Randolph engagent des précepteurs pour leurs enfants. Mary aurait ainsi probablement appris la lecture, l'écriture et l'arithmétique en plus des compétences domestiques.

## Mariage

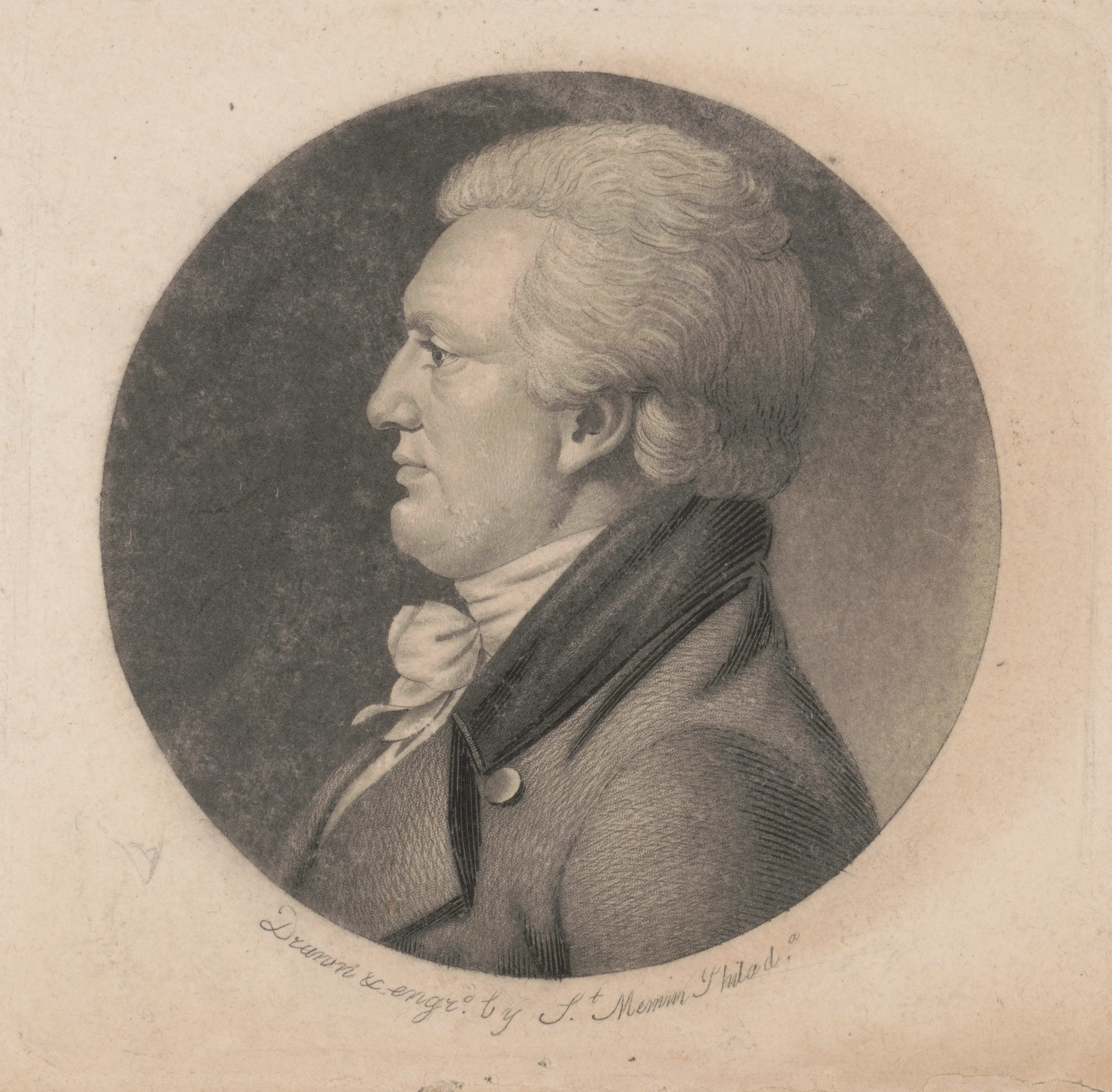
Gravure de David Meade Randolph en 1807.

En décembre 1780, Mary Randolph, 18 ans, épouse son cousin David Meade Randolph (1760–1830), officier de la guerre d'indépendance et planteur de tabac. Les jeunes mariés vivent à Presquile, une plantation de 750 acres qui fait partie de la vaste propriété des Randolph dans le comté de Chesterfield. Au cours de leur mariage, Mary et David ont huit enfants, dont quatre vivent jusqu'à l'âge adulte.
Vers 1795, le président George Washington fait de David Randolph le U.S. Marshal de Virginie et en 1798, la famille vit à Richmond, où ils construisent une maison appelée « Moldavia » (une combinaison de Molly, surnom pour Mary, et de David et référence à la Moldavie). Mary Randolph est une hôtesse célèbre à Richmond.
David Randolph est un fédéraliste et critique ouvertement son cousin Thomas Jefferson. Après l'élection de Jefferson à la présidence, ce dernier démet Randolph de ses fonctions et la fortune de la famille décline,.

## Pension de famille
En 1807, Mary Randolph ouvre une pension à Richmond. En mars 1808, une annonce paraît dans The Richmond Virginia Gazette : « Mrs. RANDOLPH a établi une pension à Cary Street, pour l'hébergement des dames et des messieurs. Elle a des chambres confortables et une écurie bien fournie pour quelques chevaux. ». David est en Angleterre lors du recensement de 1810, qui compte Mary comme cheffe d'un foyer comprenant neuf esclaves.
En mai 1815, Harriott Pinckney Horry passe quelques jours à la pension de Randolph et décrit le réfrigérateur de Randolph dans son journal. Dans l'édition de 1825 de son livre de cuisine, Randolph inclut des croquis pour un réfrigérateur et une baignoire. Des années plus tard, un auteur affirme (à tort) que Randolph a inventé le réfrigérateur et que son design a été volé et breveté par un Yankee visitant sa pension.
En 1819, les Randolph ont abandonné leur pension et déménagé à Washington pour vivre avec leur fils William Beverly Randolph. Pendant son séjour à Washington, Mary Randolph termine son livre de cuisine et en 1824, The Virginia House-Wife est publié.

## The Virginia House-Wife
The Virginia House-Wife est publié pour la première fois en 1824 et republié au moins dix-neuf fois avant le début de la guerre de Sécession. Le livre fait 225 pages et comprend près de 500 recettes. The Virginia House-Wife est considéré comme le premier livre de cuisine régionale américain.
Selon l'historienne Cynthia A. Kierner, « Randolph a présenté un modèle méridional - spécifiquement, Virginien - pour les lecteurs du Sud. Bien que ses explications occasionnelles sur des aliments typiquement méridionaux suggèrent qu'elle prévoyait un public au-delà de sa région, [le travail de Randolph] a surtout séduit les femmes du Sud rural ».
Les recettes de Randolph présentent un style typiquement virginien, utilisant des produits de Virginie pour des plats influencés par des éléments africains, amérindiens et européens. Le livre inclut des recettes classiques du Sud telles que le gombo, les patates douces, les biscuits, le poulet frit et la limonade. Les recettes d'influence européenne comprennent le gaspacho, la ropa vieja, la polenta et les macaronis. Six recettes de curry sont incluses dans The Virginia House-Wife : ce sont les premières recettes de curry publiées aux États-Unis, et elles suggèrent que le curry était déjà un assaisonnement populaire dans la région. Les spécialités d'autres régions des États-Unis comprennent une recette intitulée « Dough Nuts - A Yankee Cake ». The Virginia House-Wife inclut aussi la première recette de crème glacée publiée par une autrice américaine.
The Virginia House-Wife propose des recettes de quarante légumes et dix-sept herbes aromatiques. Randolph recommande spécifiquement des temps de cuisson courts pour les asperges et les épinards : Karen Hess (en) souligne que la surcuisson n'est devenue courante que lorsque la mise en conserve est devenue une méthode populaire au milieu du XIXe siècle.
Bien que Randolph fût une cuisinière expérimentée, la majorité du travail culinaire chez elle était effectué par des femmes noires. Bien qu'il soit impossible de spéculer sur la relation exacte de Randolph avec ces femmes, Melissa Blank de Colonial Williamsburg voit « la preuve que les cuisiniers asservis ont eu une influence significative sur la façon dont Mary préparait la nourriture ». L'introduction de Karen Hess à l'édition 1984 du livre note : « La présence noire était infiniment plus subtile dans la cuisine de Virginie que dans celle de la Nouvelle-Orléans ou des Antilles, mais ... la culture en était suffisamment imprégnée pour conditionner la palette de toute la communauté ». Hess cite le gombo, l'aubergine, les pois des champs, les ignames et peut-être les tomates comme cultures que les cuisiniers noirs apportent avec eux aux Amériques. Hess note également que les Antilles ont forgé un lien entre la cuisine espagnole, française, créole et méridionale.
The Virginia House-Wife était un guide général de gestion familiale et, en plus des recettes, elle explique comment fabriquer du savon, de l'amidon, du cirage et de l'eau de Cologne,.

## Fin de vie

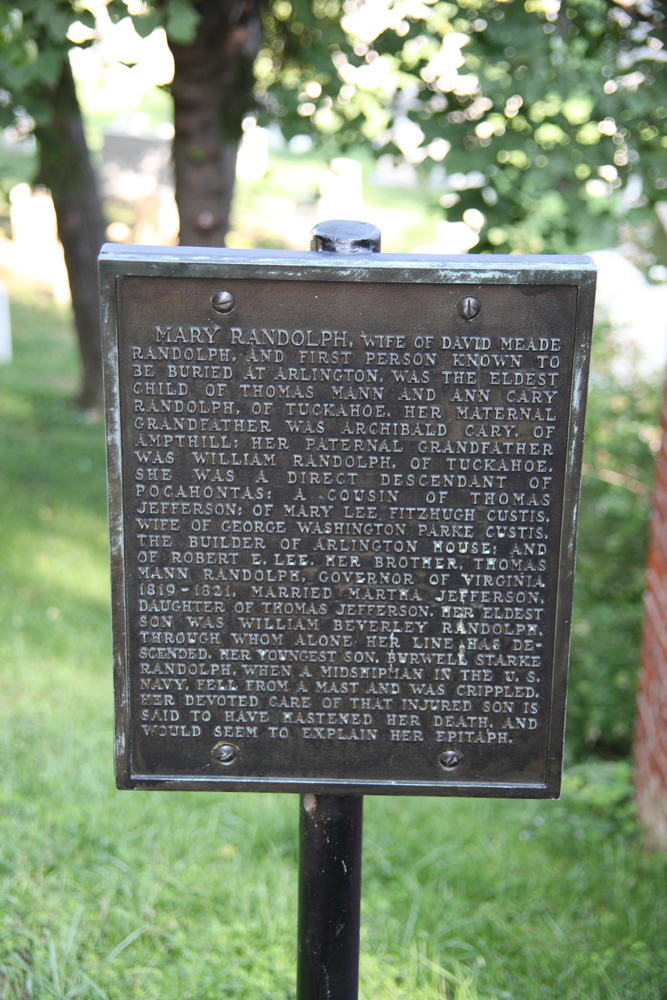
Marqueur sur la tombe de Mary Randolph à Arlington House, au cimetière national d'Arlington.

Randolph passe les dernières années de sa vie à s'occuper de son fils Burwell Starke Randolph, handicapé pendant qu'il sert dans la marine. Randolph est la première personne connue à être enterrée au futur cimetière national d'Arlington, chez son cousin George Washington Parke Custis, beau-fils de George Washington et père de Mary Custis, épouse de Robert E. Lee.

## Postérité
Des livres de cuisine du Sud similaires à The Virginia House-Wife sont publiés dans les années qui ont suivi. Deux des plus importants étaient The Kentucky Housewife de Lettice Bryan (en) (1839) et The Carolina Housewife de Sarah Rutledge (1847).
En 1982, James Beard qualifie Randolph de « génie culinaire clairvoyant » dans The Richmond News Leader. Il est particulièrement impressionné par son utilisation des tomates, écrivant « À une époque où peu de gens pensaient aux tomates, elle fournissait des recettes de nourriture pour le ketchup de tomate, la marmelade de tomate et le soja de tomate ». Selon l'historien culinaire Andrew F. Smith, la large gamme de recettes de tomates de Randolph « a établi la norme pour la cuisine de tomates au cours des trois prochaines décennies ».
Dans un essai de 2014 pour National Geographic, Jose Andres cite Mary Randolph comme une influence. Andres sert le gaspacho de Randolph dans sa taverne et pense que « la recette du gaspacho de Randolph démontre à quel point ce pays est profondément un melting pot ».

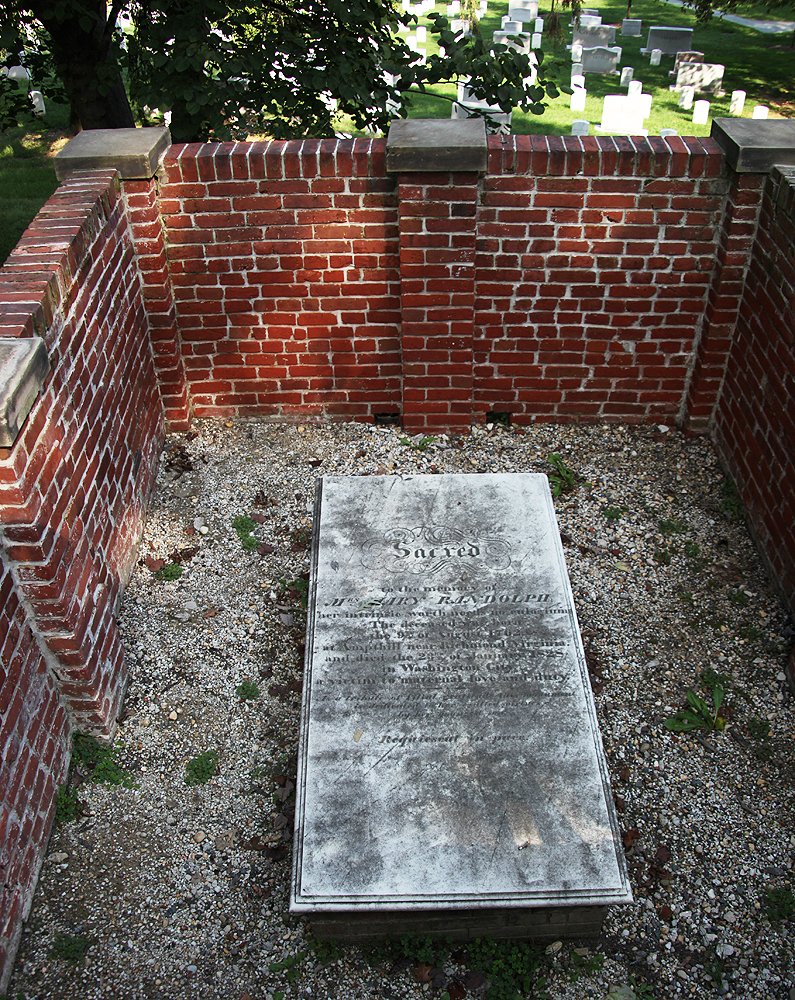
Tombe de Mary Randolph au cimetière national d'Arlington.

En 2009, Randolph est honorée à titre posthume comme l'une des « Virginia Women in History » de la Bibliothèque de Virginie. En 1999, l'État de Virginie érige un marqueur historique en son honneur près du site de sa naissance dans le comté de Chesterfield.